# 达科诺 (科罗拉多州)
达科诺（英語：Dacono），是美国科罗拉多州韦尔德县下属的一座城市。建市于1908年9月23日，面积大约为7.951平方英里（20.592平方公里）。根据2010年美国人口普查，该市有人口4,152人。2011年估计该市有人口4,249人，相比2010年人口增长率为2.34%。同时，论人口该市是科罗拉多州第82大城市。